# 长春轨道交通3号线

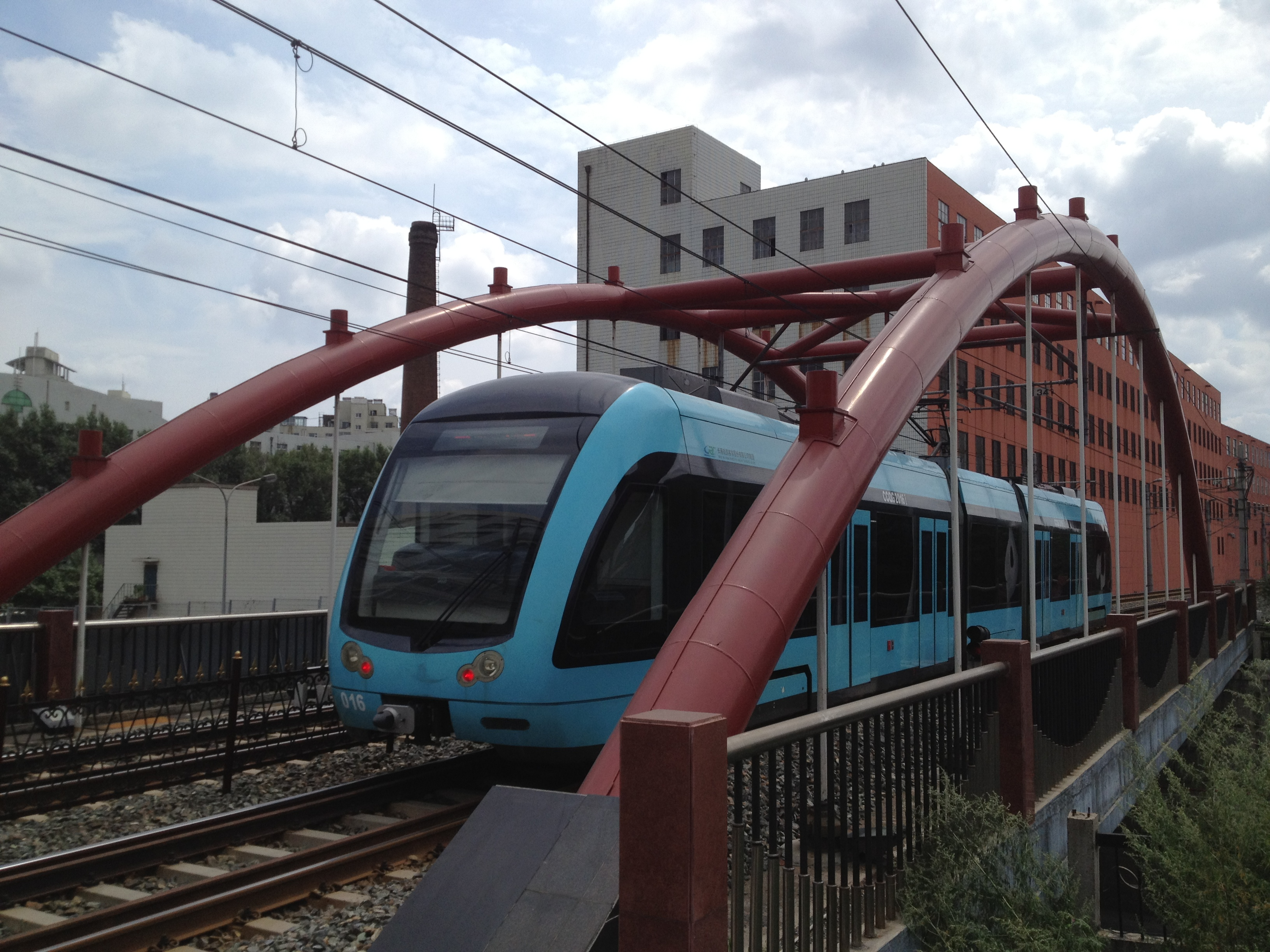
3号线跨湖西路桥

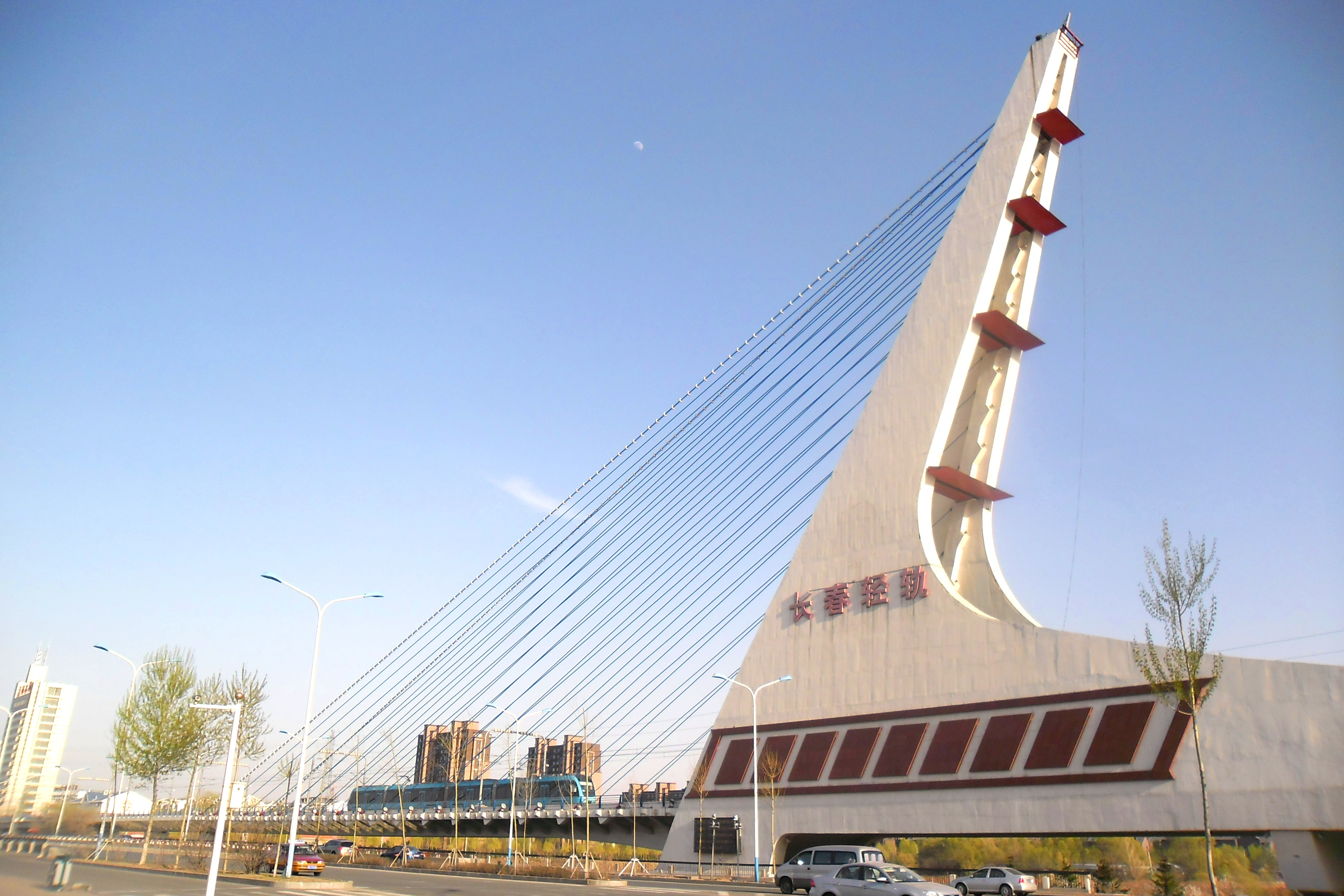
3号线跨伊通河桥

长春轨道交通3号线是吉林省长春市第一条轻轨线路，也是中国大陆第一条轻轨，于2002年10月30日开始运营。线路从宽城区伪满皇宫站到南关区长影世纪城站共长34.3公里，其中地下线长6km，34个车站单程旅行时间约75分钟。目前在职业学院站和伪满皇宫站可与4号线进行换乘，在卫星广场站和长春站可与1号线付费区内换乘，在解放桥站可与2号线换乘。由于路权并不独立、建设尚未彻底完工，没有启用ATO系统，亦无安全门。

## 技术数据
- 线路全长：34.3km
- 轨距：1435mm
- 车站总数：34
- 平交道口：4（已封闭道口不计入）
- 复线区间：全线
- 电化方式：750V，接触网供电（车内指示峰值可达 925V 左右）
- 行驶方向：右侧通行
- 车辆基地：湖光路车辆段、滑雪场停车场
- 站台长度：65米
- 控制调度中心：朝阳桥轻轨大厦，与4号线共用。

## 历史
- 1981年9月，国家建设部在长春召开“城市公共交通暨筹建公交学会”会议，讨论了长春市有轨电车改造的问题。会后，长春市电车公司成立有轨电车改造办公室。
- 1983年9月26日，建设部、交通部、机械工业部、公安部、国家计委在长春召开全国城市交通发展研讨会，确定长春市作为试点进行轻轨建设。
- 1983年11月，长春市公用局内设轻轨筹建办公室，同年完成《长春市运行快速有轨电车的可行性研究报告》。1985年8月，成立长春市轻轨筹建办公室，考虑将既有有轨电车线路升级为轻轨线路。
- 1994年6月10日，长春市公用局成立长春市轨道交通筹建办公室。
- 1998年7月16日，长春市计委批复同意成立“长春市轨道交通有限责任公司”。轨道交通3号线被认定适合修建轻轨，线路方向征求意见时，相关领导提出走南湖大路会破坏景观而改为卫星路路段，走建设街不如沿京哈铁路沿线。
- 1999年9月23日，国务院办公会议批准长春轻轨环线一期工程立项。2000年5月27日开工建设[1]。投资15亿元，当时全市财政收入仅50亿元。直至2001年初，从工行吉林省分行获得了建设贷款。
- 2002年10月30日，轻轨一期工程长春站至卫光街站区间开通运营，运营名称为“长春轻轨1号线”[1]。
- 2006年12月26日，轻轨二期工程卫星广场站至长影世纪城站区间开通运营。
- 2007年4月3日，卫光街站至卫星广场站区间开通，长春轨道交通3号线贯通运营。大交路由长春站至长影世纪城站，小交路由长春站至世纪广场站。
- 2016年4月1日，长春轨道交通3号线东延至伪满皇宫站工程开工。
- 2017年11月28日，长春轨道交通3号线芙蓉桥站旧地面站因线路东延工程永久关闭，东延工程完工后，芙蓉桥站将与辽宁路站合并为新建地下车站“芙蓉桥站”，长春站将会改为地下车站。
- 2018年12月28日，国家发改委网站发布公告，批复长春市城市轨道交通第三期建设规划（2019~2024年）[2]。3号线南延工程自长影世纪城站至长春五十九中站，线路长3公里，设站2座，投资8.39亿元，项目建设工期为4年。
- 2019年5月30日，轻轨3号线4号线与地铁1号线2号线执行同网同价，3号线卫星广场站与1号线实现站内换乘[3]。同时，南湖大路站、硅谷大街站、前进站、亚泰大街站、临河街站、仙台大街站、中医药大学站、东北师大站、博学路站、净月公园站、福祉路站分别更名为孟家屯站、电台街站、前进西站、亚泰立交桥站、职业学院站、吉林广电站、金鑫街站、博硕路站、金河街站、净月潭公园站、宝相街站，并增加英文站名翻译。
- 2019年6月1日起，3号线解放桥站暂时关闭。同年12月31日重开。[4]
- 2019年8月15日，3号线解放桥站发生设备故障，导致该站行车中断。当日行车中断时，长春站站至解放桥站区间单边运营，长影世纪城站至湖西路站小交路运行。[5]
- 2020年9月6日 - 2号线、3号线解放桥站站内换乘通道启用。[6]
- 2021年
  - 3月8日，配合东延线工程，3号线湖西桥站至长春站暂停运营。[7]辽宁路站废站，长春站旧地面站永久关闭。
  - 4月15日，配合南延线工程，3号线紫杉路站至长影世纪城站暂停运营。[8]7月1日恢复运营。[9]
  - 8月1日，前进西站站台改造，暂停运营。9月16日恢复运营。
  - 12月31日，3号线东延线开通，湖西桥站至长春站区段恢复运营，但西安桥站与新建芙蓉桥站暂缓开通[10]。
- 2022年
  - 6月20日，因施工需要，3号线运营时间调整为6：00至19:00[11]。
  - 9月15日至10月14日，因轨道施工需要，3号线宽平桥站至卫光街站暂停运营，运营区段调整为伪满皇宫站至湖西桥站，卫星广场站至长影世纪城站。[12]
- 2023年
  - 5月12日，西安桥站恢复运营。
  - 5月30日，新芙蓉桥站投入运营。

## 使用车辆

### 曾用车辆
- Q6W-1型
- 唐山型
- Q6W-2型（备用列车）
- 100%低地板电车
- CCQG2000系

### 现用车辆
- CCQG3000系
- CCQG3500系
- CCQG4000系

## 车站一览
| 站名                 | 英文站名                           | 里程 （km） | 换乘路线                 | 所在地        |
| -------------------- | ---------------------------------- | ----------- | ------------------------ | ------------- |
| 伪满皇宫             | Puppet Regime Palace Museum        | 0.0         | █ 4号线                  | 宽城区/南关区 |
| 东广场               | Dong Guang Chang（East Square）    | 1.3         |                          | 宽城区        |
| 长春站               | Changchun Railway Station          | 2.5         | █ 1号线 长春站           | 宽城区        |
| 辽宁路（废站）       | LIAONING Road                      | 3.2         |                          | 宽城区        |
| 芙蓉桥               | FURONG Bridge                      | 3.9         |                          | 宽城区/绿园区 |
| 西安桥               | XI'AN Bridge                       | 5.1         |                          | 朝阳区/绿园区 |
| 南昌路               | NANCHANG Road                      | 5.8         |                          | 朝阳区/绿园区 |
| 朝阳桥               | CHAOYANG Bridge                    | 6.4         |                          | 朝阳区/绿园区 |
| 解放桥               | JIEFANG Overpass                   | 7.4         | █ 2号线                  | 朝阳区/绿园区 |
| 湖西桥               | HUXI Bridge                        | 8.3         |                          | 朝阳区        |
| 宽平桥               | KUANPING Bridge                    | 9.3         | 长春有轨电车■54路、■55路 | 朝阳区        |
| 抚松路               | FUSONG Road                        | 10.3        |                          | 朝阳区        |
| 孟家屯               | MENGJIATUN                         | 11.2        | █ 7号线（建设中）        | 朝阳区        |
| 湖光路               | HUGUANG Road                       | 12.1        |                          | 朝阳区        |
| 电台街               | DIANTAI Street                     | 13.7        | █ 5号线（建设中）        | 朝阳区        |
| 前进西               | QIANJINXI                          | 14.4        |                          | 朝阳区        |
| 前进大街             | QIANJIN Street                     | 14.9        |                          | 朝阳区        |
| 卫明街               | WEIMING Street                     | 15.6        |                          | 朝阳区        |
| 卫光街               | WEIGUANG Street                    | 16.7        |                          | 朝阳区/南关区 |
| 卫星广场             | WEIXING Square                     | 17.3        | █ 1号线                  | 朝阳区/南关区 |
| 亚泰立交桥           | YATAI Overpass                     | 18.9        |                          | 南关区        |
| 伊通河               | YITONG River                       | 19.8        |                          | 南关区        |
| 职业学院             | Vocational Institute Of Technology | 21.1        | █ 4号线                  | 南关区        |
| 吉林广电             | Jilin TV & Radio Center            | 22.2        |                          | 南关区        |
| 会展中心             | Conference & Exhibition Center     | 23.1        |                          | 南关区        |
| 世纪广场             | SHIJI Square                       | 24.2        | █ 9号线（本段规划中）    | 南关区        |
| 金鑫街               | JINXIN Street                      | 25.7        |                          | 南关区        |
| 博硕路               | BOSHUO Road                        | 26.6        |                          | 南关区        |
| 金河街               | JINHE Street                       | 27.8        |                          | 南关区        |
| 农博园               | Agricultural Expo Garden           | 28.7        |                          | 南关区        |
| 净月潭公园           | JINGYUETAN National Park           | 30.0        |                          | 南关区        |
| 紫杉路               | ZISHAN Road                        | 31.5        |                          | 南关区        |
| 宝相街               | BAOXIANG Street                    | 32.5        |                          | 南关区        |
| 滑雪场               | Ski Resort                         | 33.8        |                          | 南关区        |
| 长影世纪城           | Changchun Movie Wonderland         | 34.3        | █ 6号线                  | 南关区        |
| 毛家沟站（建设中）   | MAOJIAGOU                          | 35.3        |                          | 南关区        |
| 五十九中站（建设中） | No. 59 Middle School               | 36.9        |                          | 南关区        |

## 未来发展
长春轨道交通3号线南延线已于2018年11月批复，2022年10月正式开工。
2023年11月，3号线扩能改造工程获吉林省发展改革委批复，批件依申请公开，据透露包括平交道口改立交、大规模更新列车零部件、对裸露的站台加装暖棚等。